# Dana Andrews
Dana Andrews, nacido Carver Dana Andrews (Collins, Covington, Misisipi; 1 de enero de 1909-Los Alamitos, California; 17 de diciembre de 1992), fue un actor estadounidense.

## Biografía
Nació en una granja y fue el tercero de los trece hijos que tuvieron el reverendo baptista Charles Forrest Andrews y su mujer Annis. Uno de sus hermanos fue Steve Forrest, actor en filmes y series de TV, una de las cuales fue S.W.A.T., que en España se tituló Los hombres de Harrelson. La familia se trasladó a Huntsville (Texas). Allí el joven Carver acabaría sus estudios y estudiaría administración en Houston, trabajando durante una temporada en la empresa Gulf & Western.
En 1931, Dana viaja a Los Ángeles, California, para buscar oportunidades como cantante. Realizó diferentes trabajos para sobrevivir, como dependiente en una gasolinera en Van Nuys a la espera de una oportunidad. Esta le surgió gracias a uno de sus clientes que le pagó las clases de ópera y del Pasadena Playhouse, una prestigiosa escuela de arte dramático. En 1940, Andrews firma un contrato con Samuel Goldwyn y nos llega su impresionante debut en la película de William Wyler El forastero, protagonizada por Gary Cooper y Walter Brennan.
En estos primeros años, Andrews intervino en algunas de las películas consideradas referentes del cine norteamericano de los años cuarenta. Así, el nombre de Andrews es habitual en Bola de fuego (1941), de Howard Hawks, encantadora actualización del cuento infantil Blancanieves y los siete enanitos, junto a Gary Cooper y Barbara Stanwyck; Aguas pantanosas (1941), de Jean Renoir, con Anne Baxter; La ruta del tabaco (1941), de John Ford, junto a Charley Grapewin y Gene Tierney, o el maravilloso western Incidente en Ox-Bow (1943) de William A. Wellman, con Henry Fonda.
Pero, sin duda, sería su intervención en la película Laura (1944), de Otto Preminger, la que le catapultó hacia la fama. Un estrellato que se confirmaría en 1946 con su papel de Fred Derry en la tan memorable como oscarizada Los mejores años de nuestra vida, de William Wyler. Entre ambas protagonizó, en 1945, también para Otto Preminger, el film Fallen Angel, de menor repercusión.
Durante la guerra participó en algunos de los clásicos del género bélico (The purple heart, Alas y una plegaria o A walk in the sun), buenos westerns y aventuras (Tierra generosa, Aguas profundas), comedias con estilo (La feria del Estado) o melodramas con toques de cine negro (Ángel o diablo, Daisy Kenyon o El justiciero), pasando luego al thriller con la guerra fría como tema de fondo (El telón de acero).
En los años cincuenta, comenzaría con la excelente Al borde del peligro (1950), una intriga criminal dirigida por Otto Preminger. Pero el alcoholismo y la mala elección de los papeles hicieron que su carrera cayera en picado. De hecho, los problemas con el alcohol que sufría Andrews casi le cuestan la vida en dos accidentes de coche.
Con esta serie de escándalos, Andrews se vio forzado a realizar papeles secundarios en películas de serie B. De todas maneras, aún haría películas de indudable valor, como Tres horas para vivir (1954, Alfred Werker), junto a Donna Reed; La senda de los elefantes (1954, William Dieterle), con Elizabeth Taylor; La pelirroja indómita (1955, Mervyn LeRoy), actuando con Greer Garson; Mientras Nueva York duerme (1956), de Fritz Lang, con Vincent Price y Rhonda Fleming; Más allá de la duda (1956, de Fritz Lang, junto a la inolvidable Joan Fontaine), o La noche del demonio (1958), una historia de terror del maestro Jacques Tourneur.
Durante los años sesenta, Andrews continuaría trabajando sin cesar en trabajos para televisión y películas cinematográficas de escasa categoría, aunque como secundario pudo acceder a superproducciones bélicas como estrella invitada: Primera victoria (1965), junto a Kirk Douglas y John Wayne; La batalla de las Ardenas (1965), con Henry Fonda; o La brigada del diablo (1968), con William Holden y Cliff Robertson. De esta última etapa profesional destaca en su papel de presidente de colegio Tom Boswell en la serie de la NBC Bright Promise (1968-72).
En 1972, después de superar los problemas de adicción al alcohol, se convirtió en uno de los intérpretes cinematográficos más activos en el afán de convencer a la juventud de que se apartara del consumo excesivo de bebidas alcohólicas y fue uno de los primeros personajes famosos que hacía público su ingreso en la organización de los Alcohólicos Anónimos. Apareció, por último, en De Oriente a Occidente para matar, junto a Stanley Baker y Geraldine Chaplin; El último magnate (1976), de Elia Kazan, y Los valientes visten de negro (1978), junto a Chuck Norris.
En lo que respecta a su vida privada, Dana Andrews se casó en dos ocasiones, la primera en 1932 con Janet Murray, de la que enviudó en 1935, y por último con la actriz Mary Todd en 1939, a la que dejó viuda en 1992.
En sus últimos años de vida se le diagnosticó Alzheimer, y en 1992 falleció a causa de una neumonía.

## Filmografía
- El forastero (The Westerner) (1940), de William Wyler.
- Lucky Cisco Kid (1940), de H. Bruce Humberstone.
- Sailor's Lady (1940), de Allan Dwan.
- Kit Carson (Kit Carson) (1940), de George B. Seitz.
- La ruta del tabaco (Tobacco Road) (1941), de John Ford.
- Belle Starr (1941), de Irving Cummings.
- Bola de fuego (Ball of Fire) (1941), de Howard Hawks.
- Aguas pantanosas (Swamp Water) (1941), de Jean Renoir.
- Berlin Correspondent (1942), de Eugene Forde.
- Tiburones de acero (Crash Dive) (1943) de Archie Mayo.
- Incidente en Ox-Bow (The Ox-Bow Incident) (1943) de William A. Wellman.
- La estrella del norte (The North Star) (1943), de Lewis Milestone.
- December 7th (1943), de John Ford y Gregg Toland.
- Rumbo a oriente (Up in Arms) (1944) de Elliott Nugent.
- The Purple Heart (1944), de Lewis Milestone.
- Alas y una plegaria (A Walk in the Sun) (1944) de Henry Hathaway.
- Laura (Laura) (1944) de Otto Preminger y Rouben Mamoulian.
- State Fair (1945), de Walter Lang.
- Ángel o diablo (Fallen Angel) (1945) de Otto Preminger.
- Un paseo bajo el sol (A walk in the sun) (1945) de Lewis Milestone.
- Tierra generosa (Canyon Passage) (1946) de Jacques Tourneur.
- Los mejores años de nuestra vida (The Best Years of Our Lives) (1946) de William Wyler.
- Daisy Kenyon (Daisy Kenyon) (1947), de Otto Preminger.
- El justiciero (Boomerang!) (1947) de Elia Kazan.
- Mi corazón te guía (Night Song) (1948) de John Cromwell.
- El telón de acero (The Iron Curtain) (1948) de William A. Wellman.
- Ningún vicio menor (No Minor Vices) (1948), de Lewis Milestone.
- Deep Waters (1948), de Henry King.
- Britannia Mews (1949), de Jean Negulesco.
- Mi loco corazón (My Foolish Heart) (1949), de Mark Robson.
- Sword in the Desert (1949), de George Sherman.
- Al borde del peligro (Where the Sidewalk Ends) (1950), de Otto Preminger.
- Nube de sangre (Edge of Doom) (1950) de Mark Robson.
- Sealed Cargo (1951), de Alfred L. Werker.
- Luchas submarinas (The Frogmen) (1951) de Lloyd Bacon.
- No quiero decirte adiós (I Want You) (1951) de Mark Robson.
- Destino: Budapest (Assignment: Paris) (1952) de Phil Karlson y Robert Parrish.
- La senda de los elefantes (Elephant Walk) (1954) de William Dieterle.
- Tres horas para vivir (Three Hours to Kill) (1954) de Alfred L. Werker.
- Duelo en la jungla (Duel in the Jungle) (1954) de George Marshall.
- Pelirroja indómita (Strange Lady in Town) (1955) de Mervyn LeRoy.
- Cara a la muerte (Smoke Signal) (1955) de Jerry Hopper.
- Mientras Nueva York duerme (While the City Sleeps) (1956) de Fritz Lang.
- Comanche, duelo de razas (Comanche) (1956) de George Sherman.
- Más allá de la duda (Beyond a Reasonable Doubt) (1956) de Fritz Lang.
- Suspense... hora cero (Zero Hour!) (1957) de Hall Bartlett.
- Spring Reunion (1957), de Robert Pirosh.
- La noche del demonio (Night of the Demon) (1957), de Jacques Tourneur.
- Enchanted Island (1958)
- The Crowded Sky (1960), de Joseph Pevney.
- Madison Avenue (1962), de H. Bruce Humberstone.
- Primera victoria (In Harm's Way) (1965) de Otto Preminger.
- Desafío al destino (Brainstorm) (1965) de William Conrad.
- Hacia el fin del mundo (Crack in the World) (1965) de Andrew Marton.
- Ciudad indomable (Town Tamer) (1965), de Lesley Selander.
- La batalla de las Ardenas (Battle of the Bulge) (1965) de Ken Annakin.
- Berlín, cita con los espías (Berlino - Appuntamento per le spie) (1965) de Vittoria Sala.
- Los seres queridos (The Loved Ones) (1965) de Tony Richardson.
- Estación 3 ultrasecreto (The Satan bug) (1965) de John Sturges.
- El robo del diamante azul (The ten millian dug) (1966) de Bitto Albertini.
- Johnny Reno (1960), de R.G. Springsteen.
- Hot Rods to Hell(1967) de John Brahm y James Curtis Havens.
- El Cobra (Cobra II) (1967), de Mario Sequi.
- La brigada del diablo (The Devil's Brigade) (1968), de Andrew V. McLaglen.
- De Oriente a Occidente para matar (Innocent Bystanders) (1972) de Peter Collinson.
- Aeropuerto 75 (Airport 1975) (1974), de Jack Smight.
- Por la senda más dura (Take a Hard Ride) (1975) de Antonio Margheriti.
- El último magnate (The Last Tycoon) (1976) de Elia Kazan.
- Los valientes visten de negro (Good Guys Wear Black) (1978) de Ted Post.
- Born Again (1978), de Irving Rapper.
- The Pilot (1979), de Cliff Robertson.
- Prince Jack (1984), de Bert Lovitt.